# Rock Against Racism
Rock Against Racism (RAR) è stata una campagna politica e musicale organizzata nel 1976, tra gli altri, da Red Saunders e Roger Huddle in risposta ad alcuni presunti commenti e comportamenti razzisti di David Bowie e Eric Clapton.

## Nascita del movimento
Inizialmente RAR rimase esclusivamente un'idea ed un proposito da parte di coloro che poi ne divennero promotori. Successivamente, in seguito alle dichiarazioni dell'agosto 1976 di Eric Clapton in cui, ad un concerto di Birmingham egli fece una dichiarazione di appoggio al ministro conservatore inglese Enoch Powell (che nel 1968 disse che l'immigrazione di massa avrebbe portato in Inghilterra 'fiumi di sangue').
In quel concerto Clapton affermò che l'Inghilterra stava diventando sovraffollata e chiese formalmente il voto per Enoch Powell al fine di impedire che il paese diventasse una colonia nera. In risposta Huddle and Saunders affermarono dinnanzi alla stampa la loro disapprovazione verso il musicista, soprattutto considerando che Clapton ebbe il suo primo successo con la cover di I Shot the Sheriff, famosa canzone della star nera del reggae Bob Marley, e tenendo conto che Clapton è un musicista blues, ovvero una musica tipicamente nera. Inoltre essi chiesero l'appoggio della popolazione per formare un nuovo movimento chiamato appunto Rock against racism, ricevendo, secondo quanto dichiararono, centinaia di risposte.
Ulteriore spinta alla nascita di RAR venne poi dalle dichiarazioni della pop star David Bowie alla rivista Playboy in cui il cantante dichiarò che "la Gran Bretagna era pronta per un leader fascista" nonché dalla fotografia che lo ritraeva nel fare un saluto nazista. Sebbene in seguito Bowie si affrettò a smentire le dichiarazioni e dichiarò che il fotografo l'aveva ripreso mentre stava solo salutando, era ovvio che tutto ciò aumentò la pressione e favorì la nascita e lo sviluppo del movimento RAR.

## I concerti del 1978
La prima attività di RAR fu il lancio della fanzine Temporary Hoarding. Nella primavera e nell'autunno del 1978 inoltre vennero organizzati due grossi festival musicali, insieme alla Anti-Nazi League, per opporsi alla crescente moda di insulti razzisti nella Gran Bretagna. 80,000 persone sfilarono per sei miglia da Trafalgar Square a Londra est per un concerto all'aperto che vide la partecipazione dei Clash (che fu poi anche ripreso nel film Rude Boy), e dei Buzzcocks, Steel Pulse, X-Ray Spex, The Ruts, Sham 69, Generation X e della Tom Robinson Band.
Altre 25,000 persone parteciparono ad un successivo concerto che si tenne a Manchester, con la presenza dei Buzzcocks e di Graham Parker & the Rumour e Misty in Roots.